# 赵仲华
赵仲华（1960年3月—），男，汉族，上海人，中华人民共和国政治人物，曾任天津市津南区区长、区委书记，现任天津市政协副主席，中共十九大代表。
2023年1月14日，卸任天津市政协副主席职务。